# Însoțitorul perfect
„Însoțitorul perfect” (titlu original: „The Perfect Mate”) este al 21-lea episod din al cincilea sezon al serialului TV american științifico-fantastic Star Trek: Generația următoare și al 121-lea episod în total. A avut premiera la 27 aprilie 1992.
Episodul a fost regizat de Cliff Bole după un scenariu de Gary Percante și Michael Piller bazat pe o poveste de René Echevarria și Gary Percante. Invitat special este Famke Janssen în rolul Kamalei. 

## Prezentare
Jean-Luc Picard se străduiește să reziste farmecelor unei femei metamorfe empatice, trimisă pentru a se căsători cu un lider extraterestru ca o ofrandă de pace. 

## Actori ocazionali
- Famke Janssen – Kamala
- Tim O'Connor – Briam
- Max Grodénchik – Par Lenor
- Mickey Cottrell – Alrik
- Michael Snyder – Qol
- David Paul Needles – Miner #1
- Roger Rignack – Miner #2
- Charles Gunning – Miner #3
- April Grace – Transporter Officer